# Euphorbia reineckei
Euphorbia reineckei är en törelväxtart som beskrevs av Ferdinand Albin Pax. Euphorbia reineckei ingår i släktet törlar, och familjen törelväxter.
Artens utbredningsområde är Samoa. Inga underarter finns listade i Catalogue of Life.